# 킴 셸스트룀
킴 미카엘 셸스트룀(스웨덴어: Kim Mikael Källström [kɪm ˈɕɛl.ˈstrœm], 1982년 8월 24일 ~, 산드비켄)은 스웨덴의 전 축구 선수이다. 스웨덴 축구 국가대표팀에서 활약했으며 포지션은 미드필더이다.

## 초기 선수생활
셸스트룀이 처음으로 프로선수 생활을 시작한곳은 스웨덴 클럽인 BK 헤켄과 예테보리이지만 그가 이름을 널리 알리기 시작한 것은 2002년 유르고르덴 IF로 이적한 뒤 2002년, 2003년 연이어 스웨덴 리그에서 우승했을 때부터이다. 그는 UEFA컵에서 샴록 로버스와 FC 쾨벤하운을 상대로 두골을 넣었다. 2004년 봄, 셸스트룀은 프랑스 르샹피오나의 클럽 스타드 렌 FC로 이적해 유르고르덴 시절 팀 동료인 안드레아스 이삭손과 함께 뛰었다.

## 올랭피크 리옹
셸스트룀은 2006년 5월 26일, 5회 연속 프랑스 리그 우승 팀이었던 올랭피크 리옹으로 이적해 다음 시즌 리옹의 6회 연속 리그 우승에 하는데 보탬이 되었다.
2012년 7월 리옹을 떠나 스파르타크 모스크바 로 이적하였다.

## 국가대표팀
2001년 핀란드와의 경기에서 국가대표 데뷔전을 치렀다. 그는 UEFA 유로 2004, 2006년 FIFA 월드컵에서 조국 스웨덴을 위해 뛰었으며 UEFA 유로 2008 스쿼드에도 포함되었다. UEFA 유로 2016 예선에서는 1경기를 빼고 모두 출전했고 덴마크와의 플레이오프 2차전 즐라탄 이브라히모비치의 선취골을 어시스트하며 유로 2016 본선 진출에 기여했다. 그러나 스웨덴은 본선 조별리그에서 조 최하위로 탈락했고 셸스트룀은 즐라탄 이브라히모비치, 안드레아스 이삭손과 함께 국가대표 은퇴를 선언했다. 2017년 8월 기준으로 A매치 131경기에 출장해 16득점을 기록했다.

## 같이 보기
- A매치 100경기 이상 출전한 축구 선수 명단